# Dead or Alive Xtreme 3
Dead or Alive Xtreme 3 ( em japonês: デッドオアアライブエクストリーム3 Deddo oa Araibu Ekusutorīmu Suri ou DOAX3) é um jogo eletrônico da série Dead or Alive, desenvolvido pela Team Ninja e publicado pela Koei Tecmo como a segunda sequência do voleibol de praia spin-off Dead or Alive Xtreme Beach Volleyball . É liberado sob dois títulos para as duas plataformas diferentes, como Dead or Alive Xtreme 3: Fortune para a PlayStation 4 ,e Dead or Alive Xtreme 3: Venus para o PlayStation Vita . O jogo foi distribuído exclusivamente nos territórios asiáticos, onde foi lançado em 24 de março de 2016.

## Jogabilidade
Dead or Alive Xtreme 3 mantém o modo de câmera das versões anteriores da série DOAX. O jogo contará com vários modos de jogo, que incluem minigames como vôlei de praia e "rabo de batalha". Os modos de jogo incluem bandeira de praia, em que personagens vão competir em uma corrida para recuperar uma bandeira, e escalada. O recurso que exibe linhas visíveis nos maiôs, estará disponível apenas na versão PlayStation 4. Além disso, haverá um novo sistema de bronzeamento. Como o jogador desbloqueia novos trajes para um personagem, os itens também estarão disponíveis para uso de todos os personagens. Há também novos modos como o modo de Girl, onde o jogador pode assumir o controle direto da menina que selecionaram e o modo proprietário, onde o jogador se torna um proprietário de outra ilha. O jogador também é capaz de iniciar várias atividades com as meninas, como namoro.
A versão do Playstation Vita faz  a utilização de recursos do painel de toque e do sensor giroscópio do console.

## Desenvolvimento
O desenvolvimento de Dead or Alive Xtreme 3 foi divulgado pela primeira vez pelo cabeça da Team Ninja, Yosuke Hayashi durante o Dead or Alive Festival em 1 de agosto de 2015. Foi apresentado oficialmente uma semana mais tarde em Famitsu , e as primeiras screenshots foram publicadas em 21 de agosto. 
A versão do jogo para o PlayStation 4 é a característica de um motor melhorado de Dead or Alive 5 Last Round , chamado suave Engine 2.0, com a versão PlayStation Vita usando a Engine Lite. O motor 2.0 também permite que o desenvolvedores implementem um maior realismo no sentido de interações de objetos, tais como umidade no vestuário e deformação. A versão do PlayStation 4 também vai ser compatível com o PlayStation VR. 

A data de lançamento estava inicialmente prevista para 25 de fevereiro de 2016, no entanto, mais tarde foi adiado para março.

### Edição Limitada
DOAX3 foi anunciado para ser lançado exclusivamente para os mercados asiáticos, mas depois de protestos dos fãs, Hayashi disse que uma versão do jogo "ajustado para a América do Norte" poderia vim para o Ocidente se a demanda fosse alta o suficiente. No entanto, em 24 de Novembro de 2015, o Team Ninja postou na página do Facebook indicando que não iria lançar o jogo em territórios ocidentais. A versão asiática inclui uma opção de idioma Inglês e é em ambos os sistemas de região livre. 
Após o anúncio não lançar o jogo fora da Ásia, um debate público surgiu se isso era para evitar críticas do retrato sexualizado das mulheres nos jogos, ou as vendas baixas norte-americanas e europeias do jogo anterior no Dead or Alive Xtreme . O Shuhei Yoshida, presidente da Sony, disse em um comunicado; "É devido a diferenças culturais. O Ocidente tem o seu próprio pensamento sobre como retratar mulheres nos meios de comunicação jogos que é diferente do Japão [...] Pessoalmente, se é uma representação aceitável para as pessoas em geral no Japão, eu não estaria preocupado com isso no Japão. é um problema difícil ". Em resposta à decisão de não distribuir, o desenvolvedor por trás do jogo de quebra-cabeça de adultos e namorados HuniePop ofereceu a Koei Tecmo um milhão de dólares pelos direitos de distribuição na América do Norte.

## Personagens
Nove personagens femininas jogáveis do jogo foram selecionados entre os 15 candidatos a partir da lista de Dead or Alive 5 Last Round como aqueles cujos temas foram baixados mais por fãs na PlayStation Store, mas apenas os downloads do Japão contaram. Os dois principais personagens também serão apresentados nos bônus de primeira impressão. Os resultados foram anunciados durante a Tokyo Game Show 2015. Não há personagens adicionais previstos para serem adicionados através de DLC.  

1. Marie Rose (17.6%)[12]
2. Honoka (14.9%)
3. Kasumi (12.0%)
4. Ayane (8.2%)
5. Kokoro (8.0%)
6. Nyotengu (7.6%)
7. Hitomi (5.9%)
8. Momiji (5.1%)
9. Helena Douglas (4.9%)

Não Qualificado
10. Leifang (4.7%)
11. Tina (3.9%)
12. Mila (2.6%)
13. Rachel (1.8%)
14. Christie (1.5%)
15. Lisa (1.4%)